# Stallikon
Stallikon (gsw. Schtalike) – miejscowość i gmina (Politische Gemeinde) w północnej Szwajcarii, w kantonie Zurych, w okręgu (Bezirk) Affoltern.

Gmina została utworzona w 1124 roku jako Stallinchoven.

## Demografia
W Stallikon mieszkają 3854 osoby. W 2021 roku 20,4% populacji gminy stanowiły osoby urodzone poza Szwajcarią.
W 2000 roku 91% populacji mówiło w języku niemieckim, 1,9% w języku francuskim, a 1,7% w języku angielskim.

## Transport
Przez teren gminy przebiega autostrada A3.